# Grafschaft Hartenstein
Die Grafschaft Hartenstein war ein Territorium auf dem Gebiet des heutigen Freistaates Sachsen – zunächst eine reichsunmittelbare Grafschaft, ab 1456 ein kursächsisches Afterlehen.
Verwaltungssitz des Gebiets war das Schloss Hartenstein, Hauptstadt die Stadt Lößnitz. Die Grafschaft Hartenstein war aufgrund ihrer Lage im Erzgebirge der unproduktivste Teil der Schönburgischen Besitzungen. Eine gewisse Bedeutung erlangte lediglich der Bergbau, vor allem der Silberbergbau, der zur Gründung der Bergstädte Scheibenberg und Oberwiesenthal führte.

## Geographische Lage
Das Gebiet der oberen Grafschaft  befand sich im Kammgebiet des Fichtelbergs und umfasste den Crottendorfer Forst und die Oberläufe der Flüsse Große Mittweida, Zschopau, Sehma und Pöhlbach. Ein weiterer bedeutender Berg im Gebiet ist der Scheibenberg. Die südliche Grenze des Amtes bildete gleichzeitig die Landesgrenze nach Böhmen. Der nördliche Teil der oberen Grafschaft (das spätere Gebiet des Klosters Grünhain) lag nordöstlich der Stadt Schwarzenberg um den Ort Grünhain.
Das Territorium der niederen Grafschaft schloss sich vor 1240 nahtlos an die obere Grafschaft an. Es reichte vom rechten Ufer der Zwickauer Mulde bei Hartenstein über das Wildenfelser Zwischengebirge bis in den oberen Mülsengrund südöstlich der Stadt Zwickau. Am linken Muldenufer reichte das Gebiet bis an den Hartmannsdorfer Forst bei Weißbach.

## Angrenzende Verwaltungseinheiten
Die Angaben beziehen sich auf die Zeit vor der territorialen Trennung der Grafschaften durch das Amt Grünhain.
| Amt Zwickau, Herrschaft Wildenfels | Herrschaft Schönburg-Lichtenstein           | Herrschaft Stollberg                                             |
| Herrschaft Wiesenburg              | Kompassrose, die auf Nachbargemeinden zeigt | Herrschaft Greifenstein, Herrschaft Pöhlberg                     |
| Herrschaft Schwarzenberg           | Königreich Böhmen                           | Herrschaft Purschenstein, Herrschaft Hassenstein (Amt Schlettau) |

## Geschichte

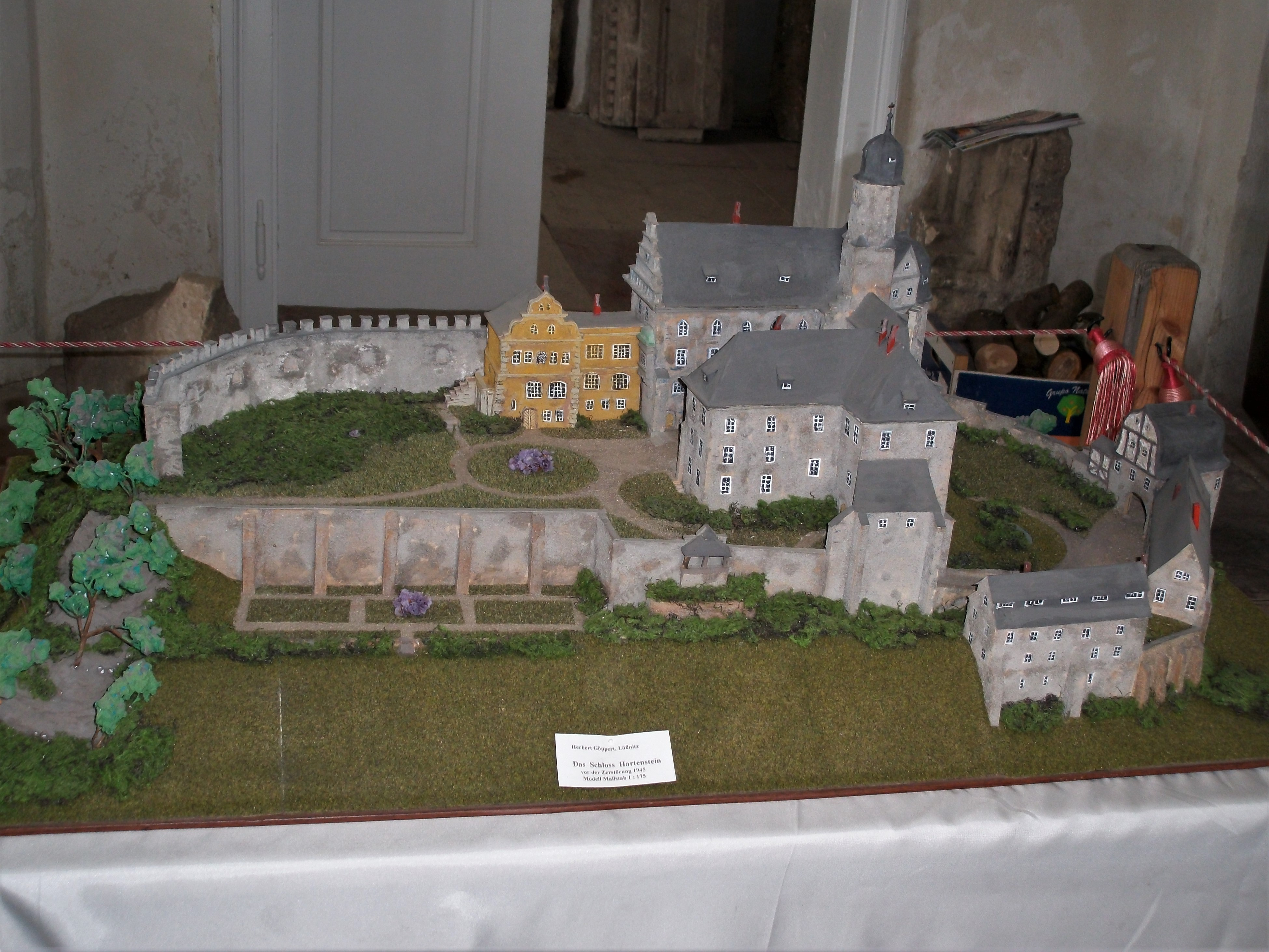
Modell von Schloss Hartenstein (Sachsen) vor der Zerstörung 1945

### Von der Gründung bis zur Verpfändung 1406
Erstmals urkundlich erwähnt wurde die Grafschaft Hartenstein am 20. März 1280, allerdings muss sie ihren Namen schon vorher getragen haben. Erste Besitzer war das Geschlecht der Meinheringer, welche in dieser Zeit die Burggrafen von Meißen waren. Ursprünglich umfasste die Grafschaft Hartenstein ein kompaktes Gebiet vom Mülsenbach bis zum Fichtelberg. Erste Gebietsabtretungen erfolgten in der niederen Grafschaft bereits 1173 an das Kloster Zelle beziehungsweise 1240 in der oberen Grafschaft an das Kloster Grünhain (das spätere Amt Grünhain). Aus Geldmangel und aufgrund von Streitigkeiten der reichsfreien Herren von Wildenfels mit dem sächsischen Haus Wettin wurde die Grafschaft Hartenstein 1406 von Burggraf Heinrich I. von Hartenstein an das Haus Schönburg verpfändet. Burggraf Heinrich I. von Hartenstein nahm jedoch die Herrschaft Wildenfels von dieser Verpfändung aus und blieb deren Lehnsherr.

### Die Herrschaft Wildenfels von 1406 bis zur Trennung von der Grafschaft 1440
1425 wurde die Herrschaft Wildenfels auf Widerruf an den sächsischen Kurfürsten verpfändet. 1440 gab der Burggraf seine Ansprüche auf die Herrschaft Wildenfels endgültig zu Gunsten des Kurfürsten auf. Dadurch erlosch die Verbindung zur Grafschaft Hartenstein endgültig und Wildenfels wurde eigenständiges kursächsisches Reichsafterlehen.

### Die Grafschaft Hartenstein von 1406 bis 1457
Da Burggraf Heinrich I. die Grafschaft Hartenstein bis 1416 nicht zurückkaufen konnte, fiel sie endgültig an die Schönburger und wurde Teil der Schönburgischen Herrschaften. Allerdings kam es danach noch zu lang anhaltenden Besitzstreitigkeiten zwischen den Schönburgern und dem Reich beziehungsweise den Wettinern. Mit dem Preßburger Machtspruch 1439 erhielten die Wettiner indirekt die Lehnshoheit über die Grafschaft Hartenstein, 1456/57 wurde der Übergang in ein kursächsisches Afterlehen von Kaiser Friedrich III. nochmals bestätigt.

### Die Grafschaft Hartenstein ab 1457
Seit der Leipziger Teilung 1485 gehörte die schönburgische Grafschaft Hartenstein zur albertinischen Linie der Wettiner. Die Reformation wurde in der Grafschaft 1539/40 eingeführt und somit drei Jahre früher als in den damals böhmischen Reichafterlehnsherrschaften der Schönburger.
Am 2. Mai 1559 wurde der obere Teil der Grafschaft Hartenstein von den Schönburgern an die Wettiner verkauft und wurde als kursächsisches Amt Crottendorf neu gebildet. Der den Schönburgern verbleibende Teil Niedere Grafschaft Hartenstein wurde später auch vielfach nur als Grafschaft Hartenstein bezeichnet. Der Verkauf eines Teils der Herrschaft war der erste Schritt zum Verlust der schönburgischen Landeshoheit 1740.
Mit dem Tod Otto Ludwigs von Schönburg 1701 beziehungsweise dem Erbvertrag seiner vier erbberechtigten Söhne 1702 wurde die Herrschaft Stein gebildet. Im Jahre 1740 schloss der sächsische Kurfürst mit den Schönburgern einen Rezess, welcher den Verzicht der aus der Reichsunmittelbarkeit resultierenden Autonomierechte der Herrschaften Waldenburg, Glauchau, Lichtenstein, Hartenstein und Stein zur Folge hatte. In den folgenden Jahren wurden die Gebiete schrittweise in den sächsischen Kurstaat integriert.
Im 18. und 19. Jahrhundert erfolgten noch einige kleinste Gebietsveränderungen, diese beschränkten sich aber auf einzelne Dörfer oder Dorfteile. Die Niedere Grafschaft Hartenstein verblieb bis zur vollständigen Eingliederung ins Königreich Sachsen 1878 im Besitz des Hauses Schönburg. Der Privatbesitz des Hauses Schönburg wurde erst durch die Bodenreform 1945 enteignet.

## Zugehörige Orte

### Obere Grafschaft
| Ort                                             | heutige Ortszugehörigkeit    | spätere Amtszugehörigkeit nach Veräußerung durch die Burggrafen von Meißen                              | Bemerkungen                                                    |
| ----------------------------------------------- | ---------------------------- | --- | -------------------------------------------------------------- |
| Alt Wiesenthal (Unterwiesenthal)                | Stadt Kurort Oberwiesenthal  | Schönburgische Herrschaften (ab 1406); nach 1559 Amt Crottendorf (kurfürstlich)                         |                                                                |
| Neustadt Wiesenthal (Stadt Oberwiesenthal)      | Stadt Kurort Oberwiesenthal  | Schönburgische Herrschaften (ab 1406); nach 1559 Amt Crottendorf (kurfürstlich)                         | 1530 gegründet                                                 |
| Kretscham-Rothensehma                           | Gemeinde Sehmatal            | Schönburgische Herrschaften (ab 1406); nach 1559 Amt Crottendorf (kurfürstlich)                         |                                                                |
| Neudorf                                         | Gemeinde Sehmatal            | Schönburgische Herrschaften (ab 1406); nach 1559 Amt Crottendorf (kurfürstlich)                         |                                                                |
| Crottendorf                                     | Gemeinde Crottendorf         | Schönburgische Herrschaften (ab 1406); nach 1559 Amt Crottendorf (kurfürstlich)                         |                                                                |
| Bergstadt Scheibenberg                          | Stadt Scheibenberg           | Schönburgische Herrschaften (ab 1406); nach 1559 Amt Crottendorf (kurfürstlich)                         | 1522 gegründet                                                 |
| Oberscheibe                                     | Stadt Scheibenberg           | Schönburgische Herrschaften (ab 1406); nach 1559 Amt Crottendorf (kurfürstlich)                         |                                                                |
| Unterscheibe und Markersbach (Marckquartißpach) | Gemeinde Raschau-Markersbach | Kloster-Amt Grünhain (ab 1240)                                                                          | lag vermutlich auf dem Grund des verschwundenen Orts Newnhußen |
| Mittweida                                       | Gemeinde Raschau-Markersbach | Schönburgische Herrschaften (ab 1406); nach 1559 Amt Crottendorf (kurfürstlich)                         |                                                                |
| Obermittweida                                   | Gemeinde Raschau-Markersbach | Schönburgische Herrschaften (ab 1406); nach 1559 Amt Crottendorf (kurfürstlich)                         |                                                                |
| Raschau (Raschaw)                               | Gemeinde Raschau-Markersbach | Kloster-Amt Grünhain (ab 1240)                                                                          |                                                                |
| Stadt Elterlein mit Brünlas und Burgstädtel     | Stadt Elterlein              | Schönburgische Herrschaften (ab 1406); nach 1559 Amt Crottendorf (kurfürstlich), nach 1590 Amt Grünhain |                                                                |
| Schwarzbach (Swartzpach)                        | Stadt Elterlein              | Kloster-Amt Grünhain (ab 1240)                                                                          |                                                                |
| Wildenau (Wildennaw)                            | Stadt Schwarzenberg          | Kloster-Amt Grünhain (ab 1240)                                                                          |                                                                |
| Obersachsenfeld (Sachsinvelt)                   | Stadt Schwarzenberg          | Kloster-Amt Grünhain (ab 1240)                                                                          |                                                                |
| Großpöhla                                       | Stadt Schwarzenberg/Erzgeb.  | Schönburgische Herrschaften (ab 1406); nach 1559 Amt Crottendorf (kurfürstlich)                         |                                                                |
| Wüstung Holtzinhain                             | Stadt Grünhain-Beierfeld     | Kloster-Amt Grünhain (ab 1240)                                                                          | vermutlich auf der Flur des späteren Orts Waschleithe          |
| Stadt Grünhain mit dem Kloster Grünhain         | Stadt Grünhain-Beierfeld     | Kloster-Amt Grünhain (ab 1240)                                                                          | seit der Klostergründung im Besitz des Klosters Grünhain       |
| Beierfeld (Beyervelt)                           | Stadt Grünhain-Beierfeld     | Kloster-Amt Grünhain (ab 1240)                                                                          |                                                                |
| Bernsbach (Wernhardißpach)                      | Stadt Lauter-Bernsbach       | Kloster-Amt Grünhain (ab 1240)                                                                          |                                                                |

### Niedere Grafschaft mit Herrschaft Wildenfels (nach 1440 eigene Herrschaft)
| Ort                                                                                         | heutige Ortszugehörigkeit | spätere Amtszugehörigkeit nach Veräußerung durch die Burggrafen von Meißen | Bemerkungen |
| ------------------------------------------------------------------------------------------- | ------------------------- | -------------------------------------------------------------------------- | --- |
| Bergstadt Lößnitz mit Dreihansen                                                            | Stadt Lößnitz             | Schönburgische Herrschaften (ab 1406)                                      | Hauptstadt der Grafschaft Hartenstein |
| Niederlößnitz                                                                               | Stadt Lößnitz             | Schönburgische Herrschaften (ab 1406)                                      | |
| Ober- und Niederaffalter                                                                    | Stadt Lößnitz             | Schönburgische Herrschaften (ab 1406)                                      | |
| Streitwald                                                                                  | Stadt Lößnitz             | Schönburgische Herrschaften (ab 1406)                                      | entstand erst im 17. Jahrhundert |
| Grüna                                                                                       | Stadt Lößnitz             | Schönburgische Herrschaften (ab 1406)                                      | erst 1528 das erste Mal erwähnt |
| Dittersdorf (Ditterstorf)                                                                   | Stadt Lößnitz             | Kloster-Amt Grünhain (nach 1240)                                           | |
| Alberoda                                                                                    | Stadt Aue-Bad Schlema     | Schönburgische Herrschaften (ab 1406)                                      | mit dem Edelhof |
| Niederpfannenstiel                                                                          | Stadt Aue-Bad Schlema     | Schönburgische Herrschaften (ab 1406)                                      | entstand erst im 17. Jahrhundert |
| Oberpfannenstiel                                                                            | Stadt Lauter-Bernsbach    | Schönburgische Herrschaften (ab 1406)                                      | entstand erst im 17. Jahrhundert |
| Lenkersdorf (hartensteinischer Anteil)                                                      | Stadt Zwönitz             | Schönburgische Herrschaften (ab 1406)                                      | |
| Lenkersdorf (grünhainischer Anteil)                                                         | Stadt Zwönitz             | Amt Grünhain (nach 1312)                                                   | |
| Wüstungen Kempfersgrün, Sebottendorf und Hohenbrünn                                         |                           | Schönburgische Herrschaften (ab 1406)                                      | Wüstungen Kempfersgrün (zwischen Gablenz, Beutha und Grüna), Sebottendorf (zwischen Lößnitz, Raum und Grüna) und Hohenbrünn (zwischen Lößnitz und Grünhain) |
| Beutha                                                                                      | Stadt Stollberg/Erzgeb.   | Schönburgische Herrschaften (ab 1406)                                      | |
| Raum                                                                                        | Stadt Stollberg/Erzgeb.   | Schönburgische Herrschaften (ab 1406)                                      | entstand erst im 17. Jahrhundert. In seiner Nähe befand sich die Meisterei, welche die Scharfrichterei der Grafschaft war.                                  |
| Burg Hartenstein und Stadt Hartenstein                                                      | Stadt Hartenstein         | Schönburgische Herrschaften (ab 1406)                                      | die Stadt wurde 1378 erstmals urkundlich erwähnt |
| Thierfeld                                                                                   | Stadt Hartenstein         | Schönburgische Herrschaften (ab 1406)                                      | |
| Wüstung Mark Wittendorf bei Thierfeld                                                       |                           | Herrschaft Wildenfels (ab 1440 kurfürstlich)                               | |
| Zschocken (Grünhainer Anteil) (Exklave)                                                     | Stadt Hartenstein         | Amt Grünhain                                                               | |
| Zschocken (Wildenfelser Anteil)                                                             | Stadt Hartenstein         | Herrschaft Wildenfels (ab 1440 kurfürstlich)                               | |
| Zschocken (Hartensteiner Anteil)                                                            | Stadt Hartenstein         | Schönburgische Herrschaften (ab 1406)                                      | |
| Burg Stein mit dem Ort Stein                                                                | Stadt Hartenstein         | Schönburgische Herrschaften (ab 1406)                                      | seit 1701 Residenz des Amtes Stein |
| Wildbach mit der 1320 zerstörten Isenburg                                                   | Stadt Aue-Bad Schlema     | Schönburgische Herrschaften (ab 1406)                                      | seit 1701 zum schönburgischen Amt Stein |
| Langenbach                                                                                  | Gemeinde Langenweißbach   | Schönburgische Herrschaften (ab 1406)                                      | seit 1701 zum schönburgischen Amt Stein; der Ortsteil Fährbrücke entstand erst im 19. Jahrhundert.                                                          |
| Wüstungen Nieder- und Ober-Opritz zwischen Stein und Langenbach                             | Stadt Hartenstein         | Schönburgische Herrschaften (ab 1406)                                      | seit 1701 zum schönburgischen Amt Stein |
| Oelsnitz/Erzgeb., (Grünhainer Anteil) (Exklave)                                             | Stadt Oelsnitz/Erzgeb.    | Amt Grünhain                                                               | |
| Oelsnitz/Erzgeb., (Wildenfelser Anteil)                                                     | Stadt Oelsnitz/Erzgeb.    | Herrschaft Wildenfels (ab 1440 kurfürstlich)                               | |
| Oelsnitz/Erzgeb., (Hartensteiner Anteil)                                                    | Stadt Oelsnitz/Erzgeb.    | Schönburgische Herrschaften (ab 1406)                                      | |
| Heinrichsort                                                                                | Stadt Lichtenstein        | Herrschaft Wildenfels (ab 1440 kurfürstlich)                               | 1714 angelegt |
| Ortmannsdorf (Wildenfelser Anteil), Marienau                                                | Gemeinde Mülsen           | Herrschaft Wildenfels (ab 1440 kurfürstlich)                               | Marienau ist um 1850 entstanden |
| Ortmannsdorf (Hartensteiner Anteil) mit dem Rittergut und Neudörfel (ab 1923: Neuschönburg) | Gemeinde Mülsen           | Schönburgische Herrschaften (ab 1406)                                      | |
| Mülsen St. Niclas                                                                           | Gemeinde Mülsen           | Schönburgische Herrschaften (ab 1406)                                      | |
| Mülsen St. Jacob                                                                            | Gemeinde Mülsen           | Schönburgische Herrschaften (ab 1406)                                      | |
| Stadt Wildenfels mit dem Schloss Wildenfels                                                 | Stadt Wildenfels          | Herrschaft Wildenfels (ab 1440 kurfürstlich)                               | Residenz der Herrschaft Wildenfels |
| Härtensdorf (Wildenfelser Anteil)                                                           | Stadt Wildenfels          | Herrschaft Wildenfels (ab 1440 kurfürstlich)                               | größerer Anteil |
| Härtensdorf (Hartensteiner Anteil)                                                          | Stadt Wildenfels          | Schönburgische Herrschaften (ab 1406)                                      | kleinerer Anteil |
| Schönau (Wildenfelser Anteil)                                                               | Stadt Wildenfels          | Herrschaft Wildenfels (ab 1440 kurfürstlich)                               | |
| Schönau (Hartensteiner Anteil)                                                              | Stadt Wildenfels          | Schönburgische Herrschaften (ab 1406)                                      | nach der Trennung der Herrschaften Exklave von Hartenstein (ab 1440)                                                                                        |
| Reinsdorf (Wildenfelser Anteil)                                                             | Gemeinde Reinsdorf        | Herrschaft Wildenfels (ab 1440 kurfürstlich)                               | großer Anteil |
| Reinsdorf (Hartensteiner Anteil) mit dem Rittergut                                          | Gemeinde Reinsdorf        | Schönburgische Herrschaften (ab 1406)                                      | kleiner Anteil |
| Pöhlau (Wildenfelser Anteil)                                                                | Gemeinde Reinsdorf        | Herrschaft Wildenfels (ab 1440 kurfürstlich)                               | |
| Friedrichsgrün (Vorwerk Hammelhof)                                                          | Gemeinde Reinsdorf        | Herrschaft Wildenfels (ab 1440 kurfürstlich)                               | der Ort Friedrichsgrün selbst entstand erst Mitte des 18. Jahrhunderts                                                                                      |
| Vielau (Wildenfelser Anteil) mit Vorwerk                                                    | Gemeinde Reinsdorf        | Herrschaft Wildenfels (ab 1440 kurfürstlich)                               | |
| Vielau (Hartensteiner Anteil) mit Rittersitz                                                | Gemeinde Reinsdorf        | Schönburgische Herrschaften (ab 1406)                                      | nach der Trennung der Herrschaften Exklave von Hartenstein (ab 1440)                                                                                        |
| Oberhaßlau, Niederhaßlau, Rosenthal                                                         | Stadt Wilkau-Haßlau       | Schönburgische Herrschaften (ab 1406)                                      | als „Haßlau“ zu Vielau (Hartensteiner Anteil) gehörig; nach der Trennung der Herrschaften Exklave von Hartenstein (ab 1440)                                 |
| Weißbach mit Hermannsdorf und der damaligen Wüstung Neudörfel                               | Gemeinde Langenweißbach   | Herrschaft Wildenfels (ab 1440 kurfürstlich)                               | |
| Grünau                                                                                      | Gemeinde Langenweißbach   | Herrschaft Wildenfels, ab 1401 Amt Grünhain                                | |
| Klösterlein Zelle und Dorf Zelle                                                            | Stadt Aue-Bad Schlema     | 1173 an das Klösterlein Zelle abgetreten                                   | |
| Ober- und Niederschlema (Fluren)                                                            | Stadt Aue-Bad Schlema     | 1173 an das Klösterlein Zelle abgetreten                                   | Orte im 12. Jahrhundert gegründet |

## Burgen in der Grafschaft
Eine Karte der „AltenGrafschaft Hartenstein“ für das Jahr 1406 verzeichnet die größeren und kleinen Burgen der niederen und oberen Grafschaft neben Klöstern, Dörfern und Städten.

### Burgen in der niederen Grafschaft Hartenstein 1406
- Burg Hartenstein, eingezeichnet als Hauptburg
- Burg Wildenfels, eingezeichnet als Hauptburg
- Burg Stein bei Hartenstein
- Isenburg bei Wildbach
- Wasserburg in Vielau

### Burgen in der oberen Grafschaft Hartenstein 1406
- „Quedlinburg“, eingezeichnet als Hauptburg. Vermutlich komplett abgegangene Burganlage. Die Quedlinburg wird nordwestlich von Elterlein auf einem Drittel der Strecke von Elterlein nach Zwönitz und westlich von Geyer eingezeichnet auf der Karte der „AltenGrafschaft Hartenstein“ für das Jahr 1406, des Historikers Leo Bönhoff. Es soll sich bei der Quedlinburg neben den Burgen Hartenstein und Wildenfels um eine der drei Hauptburgen dieser Grafschaft – und um die einzige Burg im oberen Teil der Grafschaft Hartenstein – gehandelt haben. Zu Burg oder Burgstelle Quedlinburg werden in der genannten Quelle keine weiteren Angaben gemacht. Ein möglicher Standort dieser Burg könnte der ebenfalls nordwestlich von Elterlein gelegene Schatzenstein gewesen sein.

Außerdem ist noch auf folgende Anlagen im Gebiet der Herrschaft Hartenstein hinzuweisen:
- zwei Miniaturwasserburgen in Thierfeld: Wasserburg Abtei Thierfeld und Wasserburg Thierfeld
- Wasserburg Edelhof Alberoda
- Belagerungsburg „Ur-Stein“ (Ringwallanlage) nahe von Burg Stein in Hartenstein oberhalb des Bahnhofes
- Spornburg Vogelherd Niederschlema östlich von Wildbach
- Hermannsburg bei Elterlein-Hermannsdorf
- Wasserburg Grünau
- Wasserburg Friedrichsgrün
- vermutete Burg in Grünhain des Ritters Heidenreich von Grünhain/Stein

## Klöster in der Grafschaft
- Augustiner-Chorherren-Klösterlein Zelle bei Aue, in der unteren Grafschaft Hartenstein
- Klöster „St. Nicolai“ nordwestlich von Grünhain[2] in der oberen Grafschaft Hartenstein
- Zisterzienser-Kloster Grünhain in der oberen Grafschaft Hartenstein